# Hydrozetes petrunkevitchi
Hydrozetes petrunkevitchi är en kvalsterart som beskrevs av Newel 1945. Hydrozetes petrunkevitchi ingår i släktet Hydrozetes och familjen Hydrozetidae. Inga underarter finns listade i Catalogue of Life.